# حذية (القطن)
'

تعديل مصدري - تعديل

حذية هي إحدى قرى عزلة القطن بمديرية القطن التابعة لمحافظة حضرموت، بلغ تعداد سكانها 805 نسمة حسب تعداد اليمن لعام 2004.